# 戈斯蒂納里鄉
44°11′N 26°14′E / 44.183°N 26.233°E
戈斯蒂納里鄉（羅馬尼亞語：Comuna Gostinari, Giurgiu），是羅馬尼亞的鄉份，位於該國南部，由久爾久縣負責管轄，面積36平方公里，2007年人口2,534，人口密度每平方公里70人，超過九成居民信奉東正教。